# Leave It Alone
"Leave It Alone" é o primeiro single do álbum Stain, lançado pela banda Living Colour em 1993.

## Faixas
Reino Unido 12" Single
| N.º | Título                      | Duração |  |
| 1.  | "Leave It Alone"            | 3:29    |  |
| 2.  | "17 Days"                   | 2:57    |  |
| 3.  | "Ignorance Is Bliss" (Live) | 3:13    |  |
| 4.  | "Middle Man" (Live)         | 3:52    |  |

Reino Unido CD Maxi-Single
| N.º | Título                | Duração |  |
| 1.  | "Leave It Alone"      | 3:29    |  |
| 2.  | "17 Days"             | 2:57    |  |
| 3.  | "TV News"             | 4:19    |  |
| 4.  | "Hemp" (Full Version) | 2:28    |  |

## Desempenho nas paradas musicais
| Parada musical (1993)                       | Melhor posição |
| ------------------------------------------- | -------------- |
| Estados Unidos (Alternative Songs)          | 4              |
| Estados Unidos (Hot Mainstream Rock Tracks) | 14             |
| Nova Zelândia (RIANZ)                       | 20             |
| Países Baixos (MegaCharts)                  | 41             |
| Reino Unido (UK Singles Chart)              | 34             |